# Oiartzun
Oiartzun là một đô thị trong tỉnh Guipúzcoa thuộc cộng đồng tự trị Xứ Basque, Tây Ban Nha.

## Thành phố kết nghĩa
- Carhaix, Pháp.